# 托里島
托里島是愛爾蘭的島嶼，位於大西洋海域，距離愛爾蘭主島約14.5公里，由多尼戈爾郡負責管轄，長5公里、寬1公里，該島自新石器時代有人類居住，2016年人口119。